# Speak Now (album)
Cet article concerne l'album de Taylor Swift. Pour la chanson de la même chanteuse, voir Speak Now.
Cet article concerne l'album d'origine de Taylor Swift. Pour l'album réenregistré de la même chanteuse, voir Speak Now (Taylor's Version).
Albums de Taylor Swift
Fearless
(2008) Red
(2012)
Singles
1. Mine, sorti le 4 août 2010
2. Back to December, sorti le 15 novembre 2010
3. Mean, sorti le 14 mars 2011
4. The Story of Us, sorti le 19 avril 2011
5. Sparks Fly, sorti le 18 juillet 2011
6. Ours, sorti le 21 novembre 2011modifier

Speak Now est le troisième album studio par l'artiste américaine Taylor Swift. Il est sorti le 25 octobre 2010 sous le label indépendant Big Machine Records. L’enregistrement de l'album a lieu de 2008 à 2010 dans plusieurs studios d'enregistrement différents et est entièrement écrit de la main de Taylor Swift et produit par Nathan Chapman et elle-même. Speak Now représente des thèmes lyriques concernant l'amour, l’amitié, les chagrins d’amour et le temps qui passe.
À sa sortie, Speak Now reçoit des critiques internationales positives qui félicitent son écriture et les thèmes abordés. Après l'incroyable succès de son deuxième album Fearless, Speak Now fait ses débuts à la première place du Billboard 200 avec 1 047 000 unités vendues lors de la première semaine tandis que les quatorze chansons de l'édition standard entre directement dans le Billboard Hot 100. Mine, le premier single, entre lui à la 3e place. L'album rencontre également un succès à l'international, entrant dans le top 10 dans plusieurs pays, dont l'Australie, le Canada et le Royaume-Uni.
Une tournée mondiale suit le succès commercial de cet album, le Speak Now World Tour, composé de 111 concerts sur 4 continents pour 1,5 million de fans engendrant 150 millions de dollars de bénéfices. La tournée fut désignée deuxième meilleure tournée de l'année 2011.

## Sortie et promotion
Speak Now sort dans le monde entier le 25 octobre 2010 sous le label Big Machine Records. La pochette de l'album est dévoilée le 18 août 2010 par le site Us Weekly. Une tournée mondiale, le Speak Now World Tour est annoncé le 23 novembre 2010 par Billboard.
Swift interprète la chanson Innocent aux MTV Video Music Awards 2010 le 12 septembre, qui est une chanson ironique s'adressant à Kanye West. Pour assurer la promo, plusieurs singles sont publiés avant la sortie de celui-ci : Speak Now le 4 octobre, Back to December le 11 octobre, et Mean le 18 octobre 2010.

## Critiques
Musicalement, il est dit que l'album « s'étend au-delà de la country-pop pour border à la fois le rock alternatif et de la bubblegum pop. » USA Today déclare que les compétences en écriture de Swift rappelleraient à ceux qui l'écoutent « de quoi s'agissait toute cette agitation en premier lieu » et que l'album s'empare de « la douce douleur de devenir un(e) adulte. » Los Angeles Times ne tarit pas d'éloges sur sa capacité d'écrire des chansons car « elle est capable de parler des expériences communes mais de les rendre uniques. » The New York Times décrit l'album comme étant « sauvage, varié musicalement, excellent et probablement le meilleur. » The Village Voice trouve que l'album exigeait « une réelle appréciation du talent de Taylor qui n'est pas confessionnel mais dramatique : comme un cortège d'auteurs country avant elle, Taylor crée des personnages et des situations — tirées de la vraie vie — et trouve des manières puissantes de les décrire. » Entertainment Weekly note que l'amour peut bien la confondre mais « l'art de l'expert Songcraft ne la confond pas. » Le critique musical, John Christgau (en), trouve les chansons de l'album « trop longues et surchargées de travail » mais remarque « qu'elles montrent un effort pour faire ressortir les émotions les plus larges et meilleures. » Rolling Stone décrit Swift comme « l'une des meilleurs auteurs de country, pop ou rock » : « Taylor est peut-être une pro habile de Nashville qui connaît toutes les astuces pour faire d'une chanson un hit, mais elle est aussi très nerveuse, une fille hyper-romantique avec une fêlure mélodramatique de la taille de la Rivière Atchafalaya. »

## Singles
Le premier single de l'album, Mine, sort le 4 août 2010, à la suite d'une fuite alors que le titre devait initialement sortir le 16. Le clip est tourné en juillet. Taylor a dit que le single parlait de sa tendance à « courir après l'amour ». La chanson s'est classée 3e du Billboard Hot 100.
Le second single, Back to December, sort le 11 octobre 2010 comme un single promo puis ressort le 15 novembre 2010 comme single officiel. Le clip est mis en ligne le 13 janvier 2011.
En tant que 3e single, Mean et The Story of Us sont parus en même temps.
La chanson Sparks Fly est le 5e single extrait de l'album.

## Pistes de l'album
La liste des titres de l'album est dévoilée sur le site officiel le 22 septembre 2010.

### Liste des titres
Toutes les chansons sont écrites et composées par Taylor Swift.
| 1.  | Mine                | 3:50 |
| 2.  | Sparks Fly          | 4:20 |
| 3.  | Back to December    | 4:53 |
| 4.  | Speak Now           | 4:00 |
| 5.  | Dear John           | 6:43 |
| 6.  | Mean                | 3:57 |
| 7.  | The Story of Us     | 4:25 |
| 8.  | Never Grow Up       | 4:50 |
| 9.  | Enchanted           | 5:52 |
| 10. | Better than Revenge | 3:37 |
| 11. | Innocent            | 5:02 |
| 12. | Haunted             | 4:02 |
| 13. | Last Kiss           | 6:07 |
| 14. | Long Live           | 5:17 |

### Chansons bonus de l'édition deluxe
Toutes les chansons sont écrites et composées par Taylor Swift.
| 1. | Ours                                  |  | 3:58 |
| 2. | If This Was a Movie                   |  | 3:54 |
| 3. | Superman                              |  | 4:36 |
| 4. | Back to December (version acoustique) |  | 4:52 |
| 5. | Haunted (version acoustique)          |  | 3:37 |
| 6. | Mine (version US)                     |  |      |
| 7. | Back to December (version US)         |  |      |
| 8. | The Story of Us (version US)          |  |      |

## Certifications
| Pays              | Certification | Unités certifiées |
| ----------------- | ------------- | ----------------- |
| États-Unis (RIAA) | 6 × Platine   | 6 000 000         |